# Xohana Torres
Xohana Torres Fernández (Santiago de Compostela, 22 de noviembre de 1931-Vigo; 12 de septiembre de 2017) fue una poeta, dramaturga y escritora española en lengua gallega. Formó parte de las generaciones de escritores que, comprometidos con la lengua gallega durante el franquismo, contribuyeron a normalizar la literatura gallega tocando todos los géneros.

## Biografía
Vivió su infancia y juventud en Ferrol, ciudad en la que fue alumna de Ricardo Carballo Calero y donde entró en contacto con el mundo de la radio y el teatro. En Radio Ferrol dirigió en 1956 su primer programa destinado a mujeres, Teresa. Desde sus primeros textos publicados, fue una escritora monolingüe en gallego.
Estudió Filosofía y Letras en la Universidad de Santiago de Compostela, donde se relacionó con María Auz, Ánxel Leira y Xosé Luís Franco Grande. En esta época recibió el Primer Premio de poesía de la Asociación de Prensa de Vigo.
Hija y esposa de marino, viajó por mar por gran parte del mundo y durante muchos años residió en Vigo, donde llegó a dirigir el primer espacio cultural de radio íntegramente en gallego, Raíz e Tempo, en La Voz de Vigo, y donde se desarrolla la acción de su novela Adiós, María (1970).
Gracias a la propuesta de Xosé Luís Méndez Ferrín y Salvador García-Bodaño ingresó en la Real Academia Galega. 

## Trayectoria
Su labor como escritora comienza en revistas como Aturuxo (1953), Vida Gallega y Vieiros (1962) y Grial (1963).
Como poeta está integrada en la denominada Xeración das Festas Minervais; como escritora dramática en el Grupo de Enlace; como narradora, los críticos discutieron si su novela Adiós, María formaba parte o no de la nova narrativa, concluyendo que, efectivamente, con esta obra se adscribe a este movimiento renovador. El año de su publicación gana el Premio Galicia do Centro Galego de Bos Aires y, con su ensayo sobre San Andrés de Lonxe, el Premio de Etnografía de la Diputación de La Coruña.
En 1972 se le otorgó el Premio Pedrón de Ouro por su labor cultural en beneficio de Galicia. En 1981 recibió el Premio de la Crítica española y la Junta de Galicia le entregó en 1992 el Premio a la creación femenina. 
En cuanto al teatro, se relaciona con el grupo Teatro Estudio, para el que hacían decorados los pintores Barros Pardo y Segura Torrella, escribiendo dos obras, una de las cuales, Un hotel de primeira sobre o río, consigue el Premio Castelao de Teatro gallego en 1966.
En 1980 recibió el Premio de la Crítica gallega por el poemario Estacións ao mar.
La Real Academia Galega, publicó en su web un poema de Luz Pozo Garza dedicado a Xohana Torres como homenaje y con motivo de su fallecimiento el 12 de septiembre de 2017.

## Obras

### Poesía
- Do sulco (1959).
- Estacións ao mar (1980).
- Tempo de Ría (1992).
- Poesía reunida (1957-2001).
- Elexías a Lola (2016).[4]
- Ferrol, corazón de navío (2001, A nosa Terra).

### Teatro
- A outra banda do Iberr (1965).
- Un hotel de primeira sobre o río (1968).

### Novela
- Adiós, María, (1971).

### Literatura infantil
- Polo mar van as sardiñas (1968).
- Pericles e a balea (1984).

### Ensayo
- San Andrés de Lonxe, mitos y ritos, Premio Federico Maciñeira.
- Eu tamén navegar (2001, Real Academia Galega).

### En publicaciones colectivas
- A semente aquecida da palabra.
- Antoloxía consultada da poesia galega 1976-2000.
- Daquelas que cantan. Rosalía na palabra de once escritoras galegas.
- Polos camiños da literatura: escritores galegos do PEN (1933, Junta de Galicia).
- Poemas pola memoria (1936-2006, Junta de Galicia).
- Poetas e narradores nas súas voces, II (2006, Consello da Cultura Galega).
- Poemas para Carmen Blanco (2010, Libros da Cebra).
- To the winds our sails (2010, Salmon Poetry).

### Traducciones
- O abeto valente de Jordi Cots (1966).
- O globo de papel de Elisa Vives de Fábregas (1966).
- Unha nova terra de Francisco Candel (1967).
- Así foi de Rudyard Kipling, con María Dolores Martínez Torres (1992).
- Tamén navegar, obra propia, del gallego al inglés (2011, Toxosoutos).

## Premios y galardones
- Finalista del I Premio Castelao de Teatro Galego en 1965, por Á outra banda do Íberr.
- Premio Castelao de Teatro galego en 1966, por Un hotel de primeira sobre o río.
- Ganadora del Premio Galicia del Centro Galego de Bos Aires en 1971, por Adiós, María.
- Ganadora del Premio de Etnografía Federico Maciñeira de la Diputación de La Coruña, por el ensayo sobre San Andrés de Lonxe.
- Premio Pedrón de Ouro en 1972, por la labor cultural en beneficio de Galicia.
- Premio de la Crítica en 1981, por Estacións ao mar.
- Premio a la creación femenina de la Xunta de Galicia en 1992.
- Medalla Castelao en 1996.
- Premio Cultura Galega das Letras en 2017.

Desde el año 1993 el Ayuntamiento de Santiago de Compostela otorga el o Premio Xohana Torres honrando a la figura de Xohana Torres y buscando recuperar la memoria histórica de las mulleres de Santiago de Compostela.